# Erikah Karst
Erikah Karst, werkelijke naam Erika Karst, (Hoogeveen, 7 april 1972) is een Nederlandse zangeres. Ze zingt zowel in het Nederlands als in het Engels. Ook nam ze muziek op in het Drents, onder andere in samenwerking met haar broer René en haar moeder.

## Biografie

### Vroege jaren
Karst komt uit een muzikale familie. Ze brengt al in 1985 op dertienjarige leeftijd (toen nog Erika zonder 'h') een eerste LP uit waar ze in de voorbije twee jaar met haar moeder en broer aan werkte. De plaat heet Ik hol van Drèents (12 Kienderliedties). Op de hoes van de plaat is te lezen dat deze onder meer als doel heeft om de Drentse taal weer onder de aandacht te brengen van de Drentse jeugd. Naast deze LP werkt ze mee aan een aantal projecten van haar moeder en broer, die samen het Duo Karst vormen.

### Doorbraak
Ze studeert zang aan het conservatorium in Zwolle (1994) en volgt in 1996 een opleiding aan de Academie voor Lichte muziek in Hilversum. In november van dat jaar doet ze mee aan het International Song Contest in Manilla (Filipijnen). In 1997 krijgt ze een contract bij VAN Records, waar ze de debuutsingle 'My heart goes out to you' opneemt. Deze plaat wordt door Radio 2 benoemd tot paradeplaat. Het album dat op de single volgt, heet Grown woman en krijgt op Radio 2 vanwege de status 'CD van de week' veel airplay. Ook Radio 3, Noordzee FM en Sky Radio draaien de volgende single 'I don't know'.
In 1998 trouwt de zangeres met William Haighton, de directeur van VAN Records. Ze woont drie jaar in Amsterdam. In datzelfde jaar wordt 'My heart goes out to you' ook in de VS en Canada uitgebracht. Eind december zingt Karst een televisieduet met zanger Tony Hadley (Spandau Ballet) en treedt op met acteur Jeff Trachta (Thorne Forrester) van de Amerikaanse soap The Bold and the Beautiful, wanneer hun roadshow in december Nederland aandoet. In 1998 wordt Erikah ook genomineerd voor een Edison in de categorie: "Beste zangeres Nationaal" samen met Anouk en Mathilde Santingh.

### Tweede album
Voor de opnames van haar tweede CD vertrekt Karst naar Amerika. Ze werkt hier samen met de producers David Kershenbaum en Val Garay. Aan het einde van 1999 wordt de single 'Psychotic, neurotic' uitgebracht. 3FM draait het nummer, maar het haalt de hitlijsten niet. Begin 2000 volgt het album The buelton diaries. Hierop zingt Karst onder meer een duet met Joshua Kadison. Van het album worden nog twee singles uitgebracht ('Big taboo' en 'Just a little').
In 2001 verhuist Karst met haar man naar Londen, in de hoop daar verder te kunnen werken aan haar muzikale carrière. Het wordt echter stil rondom de zangeres. In 2004 komt ze terug naar Nederland en scheidt ze van Haighton. In de periode tussen 2005 en 2006 volgt een nieuwe relatie, waaruit een zoontje geboren wordt (juni 2006). De relatie eindigt vlak na de geboorte. Intussen wordt vastgesteld dat de zangeres aan suikerziekte lijdt.

### Overstap naar Nederlandstalig repertoire
In de jaren die volgen, neemt Karst de tijd om zichzelf te hervinden en schrijft ze nummers voor haar Nederlandstalige album Eigenwijs. Dit bevat vooral vertalingen van Italiaanse nummers, maar ook eigen werk en een Nederlandstalige versie van 'Have a little faith in us' van John Farnham. De eerste single van het album is 'Ik zie jou', die op 13 maart 2009 uitkomt. Het album volgt op 10 april van dat jaar. In juli verschijnt de volgende single 'Als je maar gelooft in mij', die Karst samen met haar moeder schreef. De zangeres is dat jaar op diverse Nederlandse podia te vinden.
Het Nederlandstalige repertoire bevalt Erikah erg goed. Ook de media en radio besteden veel aandacht aan haar, en de singles "Als je maar gelooft in mij" en "Ik zie jou" worden volop gedraaid. In 2010 wordt ze getekend door het Friese label T2 en duikt datzelfde jaar de studio in om een nieuw album op te nemen. Ditmaal schrijft Erikah aan alle liedjes mee, zowel tekst als muziek. Met o.a. haar broer René Karst, Jan Dulles, Edwin van Hoevelaak en Christiaan Hof schrijft ze 12 nieuwe liedjes. De eerste single komt uit op 1 april en het album "LEF" volgt in mei 2011.
Op 7 juli 2011 geeft Erikah een uniek concert in het Steenberger park in Hoogeveen. Het unieke van het concert is dat het geheel gratis toegankelijk is voor iedereen en ontstaan is uit een grap op de social media. "Als ik 1000 vriendjes heb geef ik een tuinfeest" grapte ze op Twitter. Erikah nodigt voor dit evenement, dat ze voor het overgrote deel zelf bekostigt, al haar social media-contacten uit. Op het concert brengt ze oud maar met name haar nieuwe repertoire ten overstaan van ruim 3000 enthousiaste mensen.

### Recent
Erika woont inmiddels alweer geruime tijd in het Gooi en is naast het gezinsleven bezig met schrijven voor andere artiesten. Ze treedt bij gelegenheid op. Samen met haar broer zingt ze met regelmaat haar grote passie, country muziek. Medio 2015 zijn er plannen om in kleine oplage een cover cd met country nummers uit te brengen.

## Discografie

### Albums
| Album met eventuele hitnotering(en) in de Nederlandse Album Top 100 | Datum van verschijnen | Datum van binnenkomst | Hoogste positie | Aantal weken | Opmerkingen        |
| ------------------------------------------------------------------- | --------------------- | --------------------- | --------------- | ------------ | ------------------ |
| Ik hol van Drèents                                                  | 1985                  | -                     |                 |              | 12 Kienderliedties |
| Grown woman                                                         | 1997                  | -                     |                 |              |                    |
| The buellton diaries                                                | 2000                  | -                     |                 |              |                    |
| Eigenwijs                                                           | 2009                  | -                     |                 |              |                    |
| Lef                                                                 | 2011                  | 21-05-2011            | 64              | 5            |                    |

### Singles
| Single met eventuele hitnotering(en) in de Nederlandse Top 40 | Datum van verschijnen | Datum van binnenkomst | Hoogste positie | Aantal weken | Opmerkingen              |
| ------------------------------------------------------------- | --------------------- | --------------------- | --------------- | ------------ | ------------------------ |
| My heart goes out to you                                      | 1997                  | -                     |                 |              | #79 in de Single Top 100 |
| Nobody knows                                                  | 1997                  | -                     |                 |              | #85 in de Single Top 100 |
| Psychotic neurotic                                            | 1999                  | -                     |                 |              | #81 in de Single Top 100 |
| Dragonfly                                                     | 1999                  | -                     |                 |              | met Joshua Kadison       |
| Big taboo                                                     | 2000                  | -                     |                 |              |                          |
| Just a little                                                 | 2000                  | -                     |                 |              |                          |
| Ik zie jou                                                    | 2009                  | -                     |                 |              |                          |
| Als je maar gelooft in mij                                    | 2009                  | -                     |                 |              |                          |
| Naar jou (onder zeil)                                         | 2010                  | -                     |                 |              | met René Karst           |
| Doe 't dan                                                    | 2011                  | -                     |                 |              |                          |
| Ik leef weer op                                               | 2011                  | -                     |                 |              |                          |
| Wij                                                           | 2011                  | -                     |                 |              | met Christaan Hof        |